# Заножене
Зано̀жене е квартал на българския град Вършец, област Монтана.
До 1963 г. Заножене е самостоятелно село.
Разположено е в живописния западен дял на Стара планина. Над него се намират възпетите в народните песни отсечените скали - легендарните Тодорини кукли. През селото минава с многобройните си притоци река Ботуня. Друга природна забележителност е местността Водопада в края на селото.
През първата седмица на юли в областта Зелени дел над Заножене се провежда ежегоден фолклорно-певчески събор "Пей, танцувай и на 'Зелени дел' се любувай".